# Pietro Lori
Pietro Lori (* 19. Jahrhundert; † 20. Jahrhundert) war ein italienischer Radrennfahrer.

## Sportliche Laufbahn
Lori war im Bahnradsport aktiv. Bei den Bahnradsport-Weltmeisterschaften 1911 in Rom gewann er beim Sieg von Leon Meredith die Bronzemedaille im Steherrennen der Amateure.
Über seine weiteren Lebensdaten und Erfolge ist nichts bekannt.